# 紅旗・E-HS9
E-HS9は、中華人民共和国の自動車ブランド、紅旗の高級電気自動車SUVである。

## 概要
2019年ドイツ国際モーターショー（IAA）と2019年広州モーターショーでデザインの基となる紅旗E115コンセプトが発表され、翌2020年に北京モーターショーで最初に発表された。エクステリアは、H9のような特徴的なフロントグリルをさらにインパクトが強いデザインに仕立て、巨大なグリルとなっている。グレードは7人乗りの「旗悦版」、6人乗りの「旗享版」と「旗暢版」、そして4人乗りの「旗領版」の4つを用意。「旗悦版」と「旗享版」には84kWhのバッテリーが搭載され、「旗暢版」と「旗領版」には99kWhのバッテリーが搭載されている。モーターはすべてのグレードで前後に配置されているツインモーターの構成となっている。また、前後デュアルモーター四輪駆動を採用し、最大トルク750Nm、最高出力405Kw、0-100km/h加速4.8秒を実現。バッテリー容量は84kWhと99kWhの2種があり、航続距離はそれぞれ460㎞と510㎞となっている。快速充電10分で100㎞程度航続可能である。また、レーンキーピングアシストやブラインドスポットモニター、衝突被害軽減ブレーキなども搭載している他、自動駐車機能や飛び出してくる歩行者に対する警告装置なども搭載し、安全性能を向上。上級グレードでは、運転手のわき見や眠気、居眠りなどを検知するドライバーステータスモニターも搭載している。価格設定は、「旗享版」が50万9800元、「旗暢版」が53万9800元、「旗悦版」が63万9800元、そして最上級の「旗享版」が72万9800元となっている。

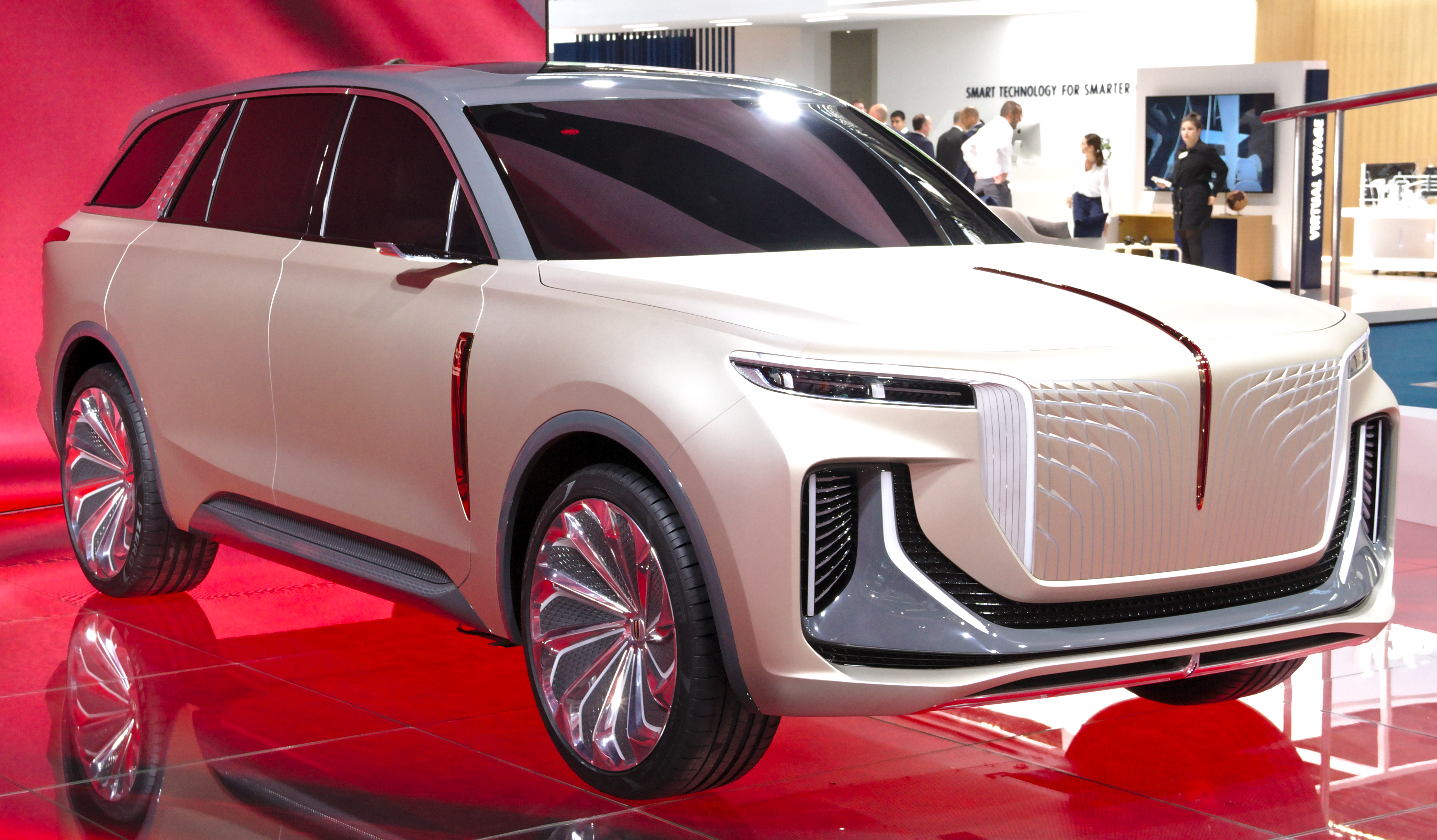
コンセプトカーのE115フロント
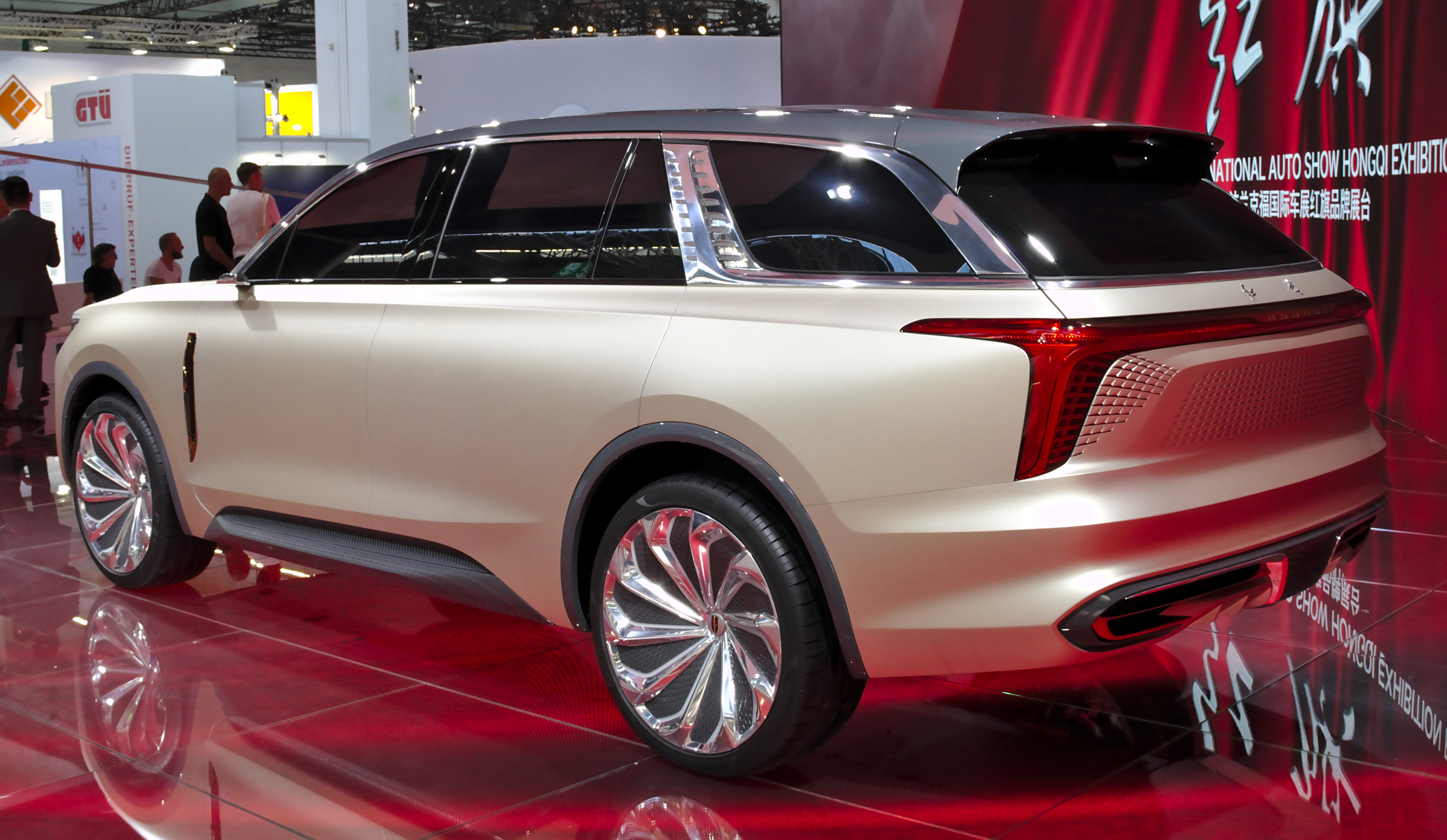
コンセプトカーのE115リア